# Boiga tanahjampeana
Boiga tanahjampeana es una especie de serpientes de la familia Colubridae.

## Distribución geográfica yhábitat
Es endémica de la isla de Tanah Jampea en Indonesia, la segunda isla más grande del grupo de las islas Selayar en el mar de Flores.